# City Connexion Airlines
City Connexion Airlines was een Burundese luchtvaartmaatschappij. In 2000 staakten zij hun activiteiten.

## Vloot
De vloot van City Connexion Airlines bestond in augustus 2006 nog over het volgende vliegtuig, alhoewel het al zes jaar geen diensten meer verrichtte.
- 1 Let L-410 UVP